# Annalisa Ericson
Annalisa Ericson, sist folkbokförd som Anna Lisa Schildt, född 14 september 1913 i Stockholm, död 21 april 2011 i Stockholm, var en svensk skådespelare, dansös och revyartist. Hon var ett av de stora affischnamnen inom svensk film under flera decennier, främst 1930-, 1940- och 1950-talen; hon har dansat på både Operan och Oscarsteatern, spelat revy med Ernst Rolf och Kar de Mumma samt filmat med såväl Nils Poppe som Ingmar Bergman.

## Biografi

### Tidiga år
Ericson var yngsta dotter till regementsmusikern Gusten Ericson och dennes hustru Annie. Under uppväxten var familjen bosatt på en rad adresser på Södermalm och Östermalm i Stockholm.
På hösten 1919 började hon på Kungliga Operans balettskola. Förutom sedvanlig dansutbildning fick eleverna kvällstid statera i olika operor som Aida och La Bohème. Med åren fick hon större uppgifter, till exempel Humperdincks opera Kungabarnen. 1921 fick hon en liten roll i Ernst Rolfs revy på Intiman, Kvinnan du gav mig. När samma revy uppfördes i Kristiania sommaren efter fick Ericson vara med även då.
1929 blev hon anställd på Kungliga Operan som danselev. Anställningen varade endast ett år.

### 1930-talet
Efter att ha slutat på Operan – hon fick sparken för att hon var för tjock – försökte Ericson komma in på Dramatens elevskola men blev inte antagen. Hon började istället som teaterelev på Oscarsteatern som då hyrdes av Gösta Ekman, John Brunius och Pauline Brunius. Andra elever på Oscarsteatern var Sigge Fürst, Tord Stål och Sture Lagerwall. Hon medverkade också i Ernst Rolfs vårrevy på Storan 1931. Ericson hade också anmält sig till Svensk Filmindustris statistregister och fick vara statist i ett par filmer. 1932 fick hon ett ettårskontrakt med SF för att göra den kvinnliga huvudrollen som Anna i Värmlänningarna. Annas sångpartier dubbades dock av operasångerskan Helga Görlin, vilket inte hindrade att Ericson fick bra kritik för sin sångröst. Efter Värmlänningarna satte SF henne i en statistroll i långfilmen Atlantäventyret.
Efter Ekman-Brunius hade Oscarsteatern övertagits av direktör Axel Hjalmar Lundholm som satte upp operetten Ökensången som blev succé. Därefter medverkade hon i Kar de Mumma-revyn Ett leende år på Södra teatern tillsammans med bland andra Thor Modéen och Sickan Carlsson. Ericson skulle medverka i sammanlagt 11 av Kar de Mummas revyer. Ericson förblev Oscarsteatern trogen där hon medverkade i de operetter och sånglustspel som uppfördes. I operetten En kvinna som vet vad hon vill fick hon spela dotter till den sex år äldre Zarah Leander. Förutom teaterarbete på vår och höst deltog hon i sommarturnéer där en grupp skådespelare reste runt i Sverige och spelade operett. Ericson hade också erbjudande att inleda en karriär i Tyskland och skrev kontrakt med filmbolaget Bavaria. Ericson skulle ta sång- och danslektioner i Tyskland från hösten 1939 men på grund av den politiska utvecklingen blev det aldrig aktuellt med någon utlandskarriär.
Sina filmroller under 1930-talet efter Värmlänningarna beskrev Ericson som skräproller. Hon sade att hon fick de roller som Sickan Carlsson tackat nej till.

### 1940-talet

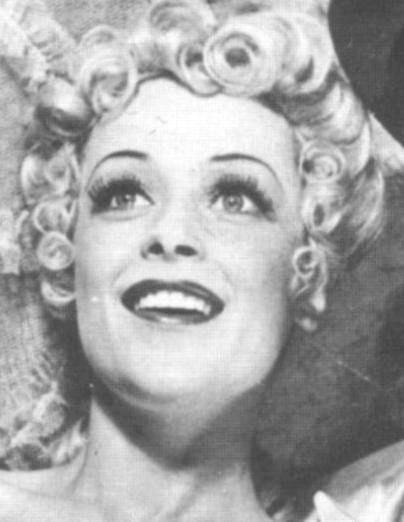
Ericson i musikalen Teaterbåten 1942.

1941 satte teatermannen Gustaf Wally upp Lajos Lajtais nyskrivna operett Blåjackor. Ericsons danspartner blev Nils Poppe och deras akrobatiska dans koreograferades av Albert Gaubier. Sommaren 1941 gav sig Ericson ut på en tvåmansturné tillsammans med danserskan May Nordqvist. Under turnén träffade hon sin blivande make Uno von Segebaden och efter deras bröllop våren 1942 bosatte sig paret i Ljungbyhed. På hösten 1942 återvände Ericson till Stockholm där hon medverkade i Teaterbåten. 1943 kunde paret bosätta sig i Stockholm och efter sonens födelse kunde Ericson med hjälp av en barnsköterska återvända till teatern. På hösten 1944 var hon med i Lajos Lajtais operett Serenad. Bland dansnumren som åter koreograferats av Albert Gaubier fanns ett där den korta Ericson dansade jitterbugg med den långe Gustaf Wally.
Vad gäller långfilmer hade Ericson med tiden fått mer framträdande roller. I Nyordning på Sjögårda har hon den kvinnliga huvudrollen och när Blåjackor skulle bli film fick Ericson åter dansa med Nils Poppe. De två medverkade också i Serenad på Malmö stadsteater. De fick åter dansa tillsammans när Lorden från gränden hade svensk premiär på Södra teatern 1947. Föreställningen blev en stor succé men när denna filmatiserades 1949 med Ericson och Poppe i rollerna blev det inte lyckat. 1946 hade Chinateatern premiär på operetten Behärska dig kvinna och denna filmatiserades som Tappa inte sugen där Ericson och Poppe dansar klädda i jackett och med varsin käpp i handen.

### 1950- och 1960-talet
På hösten 1951 var det premiär för Kiss Me, Kate på Oscarsteatern och Ericson spelade rollen som Bianca. Ericson medverkade därefter i en rad revyer på Blancheteatern och Folkan. Till Kar de Mumma-revyn 1956, Vi roar oss kungligt skrev Ulf Peder Olrog låten Den saltaste bönan som blev något av en signaturmelodi för henne. Hon medverkade också i det första reguljära tv-programmet i Sverige, En skål för televisionen. Efter att ha medverkat i Kar de Mumma-revyerna årligen fram till 1958 beslutade Ericson att förnya sig och fick istället engagemang på Scalateatern i början av 1960-talet. Därefter engagerades hon av Riksteatern som turnerade runt landet med komedier och operetter. Vad gäller hennes filmkarriär fick hon spela en roll med större dramatisk tyngd än vanligt när hon medverkade i Hampe Faustmans film Kvinnohuset. Filmen blev nedsablad av kritikerna men Ericsons insats fick beröm. Hon medverkade också i Knäppupp-filmen I rök och dans samt i tre deckarfilmer av Arne Mattsson.

### Senare år
1970 var det premiär för krogshowen Muntra fruarna på nattklubben i Valand i Göteborg med Ericsson, Maj Lindström och Berith Bohm. Följande år turnerade hon med Riksteatern i pjäsen Kung för en natt. Som motspelare hade hon Lasse Lönndahl och pjäsen blev en av hennes större publikframgångar. På hösten samma år återvände hon till Vasateatern och spelade i Alan Ayckbourns fars Hur andra älskar med bland andra Inga Gill och Karl-Arne Holmsten. Efter att ha medverkat i Stig Bergendorffs och Gösta Bernhards revymusikal Operation Liv och Lust lovade hon sig själv att sluta med teatern. Detta löfte höll hon till 1980 när hon medverkade i revyn Sex damer i leken på Intiman.
När PRO startade en talangtävling, Seniorchansen, var Ericson programledare för den tv-sända finalen tillsammans med Sickan Carlsson och Ulf Larsson 1993–1995. 2004 medverkade hon i Lena Söderbloms novellfilm Annalisa och Sven där hon tillsammans med Sven Lindberg gör en nytolkning av Romeo och Julia.

## Privatliv och memoarer
Våren 1939 gifte hon sig med godsägarsonen Gunnar Wijkström; de skildes 1940. Pingsten 1942 gifte hon sig med löjtnant Uno von Segebaden. (Vigselförrättare var för övrigt Ericsons konfirmationslärare Erik Bergman.) 1943 föddes sonen Claes, men makarna separerade 1947. På 1950-talet lärde hon känna filmkritikern Jurgen Schildt och de gifte sig i juli 1964. Hon är begravd i Engelbrektskyrkans kolumbarium.
Ericson skrev två självbiografier, Mina sju liv (1982) och Lätta bubblor (1998).

## Eftermäle
Ericson tilldelades en rad priser under sitt liv. Hon fick Karl Gerhards Hederspris 1962. 2001 belönades hon med en hedersguldbagge för sina insatser inom svensk film och samma år tilldelades hon Poppepriset. 2006 instiftade hon Annalisa-priset som ska gå till en kvinnlig artist som gjort iögonfallande och begåvade insatser inom sång, dans och teater. Den första pristagaren var skådespelaren Sara Lindh.

### Annalisa Ericson Sällskapet
Annalisa Ericson Sällskapet var ett filmsällskap för personer intresserade av svensk film från 1930-, 1940- och 1950-talet i allmänhet och Annalisa Ericson i synnerhet. Sällskapet bildades i september 2009 och hade som målsättning att erbjuda medlemmarna "filmvisningar, musiksammankomster, föreläsningar och andra evenemang med Annalisa Ericson som övergripande tema". Det övergripande syftet var att hedra och lyfta fram de stora insatser som Annalisa Ericson gjort inom svensk film och teater. Verksamheten lades ner omkring 2011.

### Arvsstrid
Efter Ericsons död uppstod stridigheter om testamentet mellan en stiftelse som Annalisa Ericson upprättade 2005 och sonen Claes von Segebaden.

## Produktioner

### Filmografi i urval
- 1923 – Mälarpirater
- 1930 – Fridas visor
- 1931 – Brokiga Blad
- 1931 – Falska miljonären
- 1932 – Svärmor kommer
- 1932 – Värmlänningarna
- 1933 – En melodi om våren
- 1933 – En natt på Smygeholm
- 1934 – Atlantäventyret
- 1934 – Fasters millioner
- 1934 – Kungliga Johansson
- 1936 – Alla tiders Karlsson
- 1936 – Spöket på Bragehus
- 1937 – Mamma gifter sig
- 1938 – Julia jubilerar
- 1938 – Kamrater i vapenrocken
- 1939 – Folket på Högbogården
- 1939 – Spöke till salu
- 1940 – En, men ett lejon!
- 1940 – Kyss henne!
- 1940 – Snurriga familjen
- 1941 – Gentlemannagangstern
- 1941 – Hemtrevnad i kasern
- 1941 – Spökreportern
- 1942 – En trallande jänta
- 1942 – Livet på en pinne
- 1943 – Lille Napoleon
- 1944 – Nyordning på Sjögårda
- 1945 – Blåjackor
- 1945 – En förtjusande fröken
- 1945 – Trötte Teodor
- 1945 – Hans Majestät får vänta
- 1945 – Idel ädel adel
- 1946 – Eviga länkar
- 1947 – Bruden kom genom taket
- 1947 – Tappa inte sugen
- 1947 – Stackars lilla Sven
- 1948 – Solkatten
- 1949 – Greven från gränden
- 1950 – Kyssen på kryssen
- 1951 – Sommarlek
- 1952 – Säg det med blommor
- 1952 – Oppåt med Gröna Hissen
- 1952 – Kronans glada gossar
- 1952 – Åke klarar biffen
- 1952 – Snurren direkt
- 1953 – Kvinnohuset
- 1954 – Sju svarta "Be-Hå"
- 1954 – I rök och dans
- 1954 – Café Lunchrasten
- 1958 – Mannekäng i rött
- 1958 – Damen i svart
- 1959 – Får jag låna din fru?
- 1959 – Ryttare i blått
- 1959 – Djurgårdsmässan
- 1973 – Bröllopet
- 1979 – Barnförbjudet
- 1991 – Den ofrivillige golfaren
- 1992 – Damen i handskdisken (TV-film)
- 1993 – Snoken (TV-serie)
- 2004 – Annalisa och Sven

### Teater
| År   | Roll                                 | Produktion                                                                           | Regi                          | Teater                           |
| ---- | ------------------------------------ | ------------------------------------------------------------------------------------ | ----------------------------- | -------------------------------- |
| 1920 | Barnroller                           | Kvinnan du gav mig, revy Ernst Rolf                                                  |                               | Intima teatern                   |
| 1921 | Barnroller                           | Kvinnan du gav mig, revy Ernst Rolf                                                  |                               | Kristiania, Oslo                 |
| 1922 | Törnrosa                             | Prinsessan Törnrosa                                                                  |                               | Röda kvarn                       |
| 1922 | Lill-Karen                           | Kronbruden Ture Rangström                                                            | Harry Stangenberg             | Kungliga Operan                  |
| 1922 | Sorgen                               | Madama Butterfly Giacomo Puccini, Luigi Illica och Giuseppe Giacosa                  | Erik Linden                   | Kungliga Operan                  |
| 1922 | Lisa                                 | Barnens juldröm                                                                      |                               | Kungliga Operan                  |
| 1922 | Barnroller                           | Skvallerspegeln, revy Karl-Ewert                                                     |                               | Kristallsalongen                 |
| 1926 | Kvastbindarens dotter                | Kungabarnen                                                                          |                               | Kungliga Operan                  |
| 1927 | Kungasonen Emund                     | Adils och Elisiv Wilhelm Peterson-Berger                                             | Wilhelm Peterson-Berger       | Kungliga Operan                  |
| 1930 | Brita                                | Karlavagnen Tor Hedberg                                                              | John W. Brunius               | Oscarsteatern                    |
| 1931 | Medverkande                          | Rolfs vårrevy, revy Ernst Rolf                                                       |                               | Stora Teatern, Göteborg          |
| 1931 | Medverkande                          | Rolfs och Karl Gerhards revy Ernst Rolf och Karl Gerhard                             |                               | Chinateatern                     |
| 1931 | Daisy                                | Nio till sex Aimée Stuart och Philip Stuart                                          | Pauline Brunius               | Oscarsteatern                    |
| 1931 | Louise, kammarjungfru                | Mozart Sacha Guitry                                                                  | Ragnar Hyltén-Cavallius       | Oscarsteatern                    |
| 1931 | Luise                                | Liliom Ferenc Molnár                                                                 | Sandro Malmquist              | Glada Åsnans Teater              |
| 1931 | Peter Pan                            | Peter Pan J.M. Barrie                                                                | Palle Brunius                 | Oscarsteatern                    |
| 1932 | Azuri                                | Ökensången Oscar Hammerstein, Otto Harbach, Frank Mandel och Sigmund Romberg         | Nils Johannisson              | Oscarsteatern                    |
| 1933 | Medverkande                          | Ett leende år, revy Gösta Stevens och Kar de Mumma                                   | Björn Hodell                  | Södra Teatern                    |
| 1933 | Corinne                              | Nina Rosa Sigmund Romberg, Albert Willemetz och Mouezy Eon                           | Adolf Niska                   | Cirkus, Stockholm                |
| 1933 | Pepita, kammarjungfru                | Nymånen Oscar Hammerstein, Laurence Schwab, Frank Mandel och Sigmund Romberg         | Harry Stangenberg             | Oscarsteatern                    |
| 1934 | Anina                                | Djävulsryttaren Rudolf Schanzer, Ernst Welisch och Emmerich Kálmán                   | Nils Johannisson              | Oscarsteatern                    |
| 1934 | Anitta, kammarjungfru                | Paganini Franz Lehár, Paul Kneppler och Beda Jenbach                                 | Harry Stangenberg             | Oscarsteatern                    |
| 1934 | Anette                               | Tre små flickor Hermann Feiner, Bruno Hardt-Warden och Walter Kollo                  | Nils Johannisson              | Oscarsteatern                    |
| 1934 | Skobiträdet Irma                     | Min syster och jag Ralph Benatzky och Robert Blum                                    | Lars Egge                     | sommarturné i Folkparkerna       |
| 1934 | Sylvie                               | Lilla helgonet Hervé, Henri Meilhac och Albert Millaud                               | Nils Johannisson              | Oscarsteatern                    |
| 1934 | Haiderl Tschöll                      | Jungfruburen Alfred Maria Willner, Heinz Reichert, Franz Schubert och Heinrich Berté | Nils Johannisson              | Oscarsteatern                    |
| 1934 | Mizzi Pottenstein                    | Furstinnan Jadja Alfred Grünwald, Ludwig Herzer och Robert Stolz                     | Nils Johannisson              | Oscarsteatern                    |
| 1934 | Lucy                                 | En kvinna som vet vad hon vill Louis Verneuil, Alfred Grünwald och Oscar Straus      | Nils Johannisson              | Oscarsteatern                    |
| 1935 | Miss Madeleine                       | Maya Imre Harmath, Rudolf Schanzer, Ernst Welisch och Szabolcs Fényes                | Nils Johannisson              | Oscarsteatern                    |
| 1935 | Dansösen Barberina                   | Casanova Johann Strauss den yngre och Ralph Benatzky                                 | Harry Stangenberg             | Oscarsteatern                    |
| 1935 | Jolan                                | Zigenarkärlek Franz Lehár, Alfred Maria Willner och Robert Bodanzky                  | Lars Egge                     | Sommarturné i Folkparkerna       |
| 1935 | Klärchen                             | Vita hästen Ralph Benatzky, Erik Charell och Hans Müller                             | Lars Egge                     | Folkparksturné                   |
| 1935 | Daisy Parker                         | Bal på Savoy Alfred Grünwald, Fritz Löhner-Beda och Paul Abraham                     | Gustaf Bergman                | Stora Teatern, Göteborg          |
| 1935 | Wanda                                | Rose Marie Rudolf Friml, Herbert Stothart, Otto Harbach och Oscar Hammerstein        | Gustaf Bergman                | Stora Teatern, Göteborg          |
| 1935 | Lindanserskan Esmeralda              | Brudköpet Bedřich Smetana och Karel Sabina                                           | Gustaf Bergman                | Stora Teatern, Göteborg          |
| 1936 | Sari                                 | Zigenarprimas Julius Wilhelm, Fritz Grünbaum och Emmerich Kálmán                     | Max Hansen                    | Oscarsteatern                    |
| 1936 | Annie                                | Hm, sa greven, revy Kar de Mumma                                                     | Harry Roeck Hansen            | Blancheteatern                   |
| 1936 | Amerikanskan                         | Oh, du milde Antonius A Fenclo, Georg Brada och Jara Beneš                           | Carl Johannesson Karl Kinch   | Oscarsteatern                    |
| 1937 | Moder Svea                           | Sverige åt Svensson, revy Kar de Mumma                                               | Björn Hodell Leif Amble-Naess | Södra Teatern                    |
| 1937 | Medverkande                          | Sommarvarieté på Royal                                                               |                               | Royal                            |
| 1938 | Medverkande                          | Dom säger på stan, revy Karl Gerhard, Kar de Mumma med flera                         | Leif Amble-Naess              | Folkan                           |
| 1939 | Prinsessan Dolly                     | Min syster och jag Ralph Benatzky och Robert Blum                                    | Karl Kinch                    | Folkan                           |
| 1939 |                                      | Katten i säcken Ladislaus Szilagyi och Michael Eisemann                              | Emanuel Gregers               | Vasateatern                      |
| 1941 | Johanne                              | Äventyr på fotvandring Jens Christian Hostrup                                        | Nils Johannisson              | Riksteatern                      |
| 1942 | Nanette                              | Blåjackor Lajos Lajtai, André Barde och Lauri Wylie                                  | Leif Amble-Næss               | Oscarsteatern                    |
| 1942 | Ellie May Chipley                    | Teaterbåten Jerome Kern och Oscar Hammerstein II                                     | Leif Amble-Naess              | Oscarsteatern                    |
| 1943 | Stephanie                            | Roberta Jerome Kern och Otto Harbach                                                 | Leif Amble-Naess              | Oscarsteatern                    |
| 1944 | Medverkande                          | Älsklingar på vågen, revy Kar de Mumma                                               | Leif Amble-Naess              | Turné                            |
| 1944 | Medverkande                          | Wallyrevyn                                                                           | Leif Amble-Naess              | Cirkus, Stockholm                |
| 1944 | Peggy Potter                         | Serenad Staffan Tjerneld och Lajos Lajtai                                            | Leif Amble-Naess              | Oscarsteatern                    |
| 1944 | Peggy Potter                         | Serenad Staffan Tjerneld och Lajos Lajtai                                            | Oscar Winge                   | Malmö stadsteater                |
| 1946 | Huvudrollen                          | Behärska dig kvinna Stanley Lupino och Edward Horans                                 | Johan Jacobsen                | Chinateatern                     |
| 1947 | Sally                                | Lorden från gränden L. Arthur Rose och Noel Gay                                      | Nils Poppe                    | Södra Teatern                    |
| 1949 | Medverkande                          | Lev livet letter                                                                     |                               | Edderkoppen i Oslo               |
| 1950 | Emy                                  | Where is Charley Frank Loesser och George Abbott                                     | Leif Amble-Naess              | Södra Teatern                    |
| 1950 | Medverkande                          | Skyll er själva, revy Kar de Mumma                                                   | Leif Amble-Naess              | Blancheteatern                   |
| 1951 | Medverkande                          | Galoppmarknad, revy Kar de Mumma                                                     | Leif Amble-Naess              | Blancheteatern                   |
| 1951 | Lois Lane/Bianca                     | Kiss Me, Kate Cole Porter, Samuel Spewack och Bella Spewack                          | Sven Aage Larsen              | Oscarsteatern                    |
| 1952 | Sally Smith                          | Lorden från gränden L Arthur Rose och Noel Gay                                       | Nils Poppe                    | Norrköping-Linköping stadsteater |
| 1953 | Medverkande                          | Nu blommar Kar de Mumman, revy Kar de Mumma                                          | Leif Amble-Naess              | Blancheteatern                   |
| 1954 | Medverkande                          | Än blommar de, Kar de Mumma, revy Kar de Mumma                                       | Leif Amble-Naess              | Blancheteatern                   |
| 1955 | Medverkande                          | Flyttkalas, revy Kar de Mumma                                                        | Leif Amble-Naess              | Folkan                           |
| 1956 | Medverkande                          | Vi roar oss kungligt Kar de Mumma                                                    | Leif Amble-Naess              | Kar de Mumma-revy, Folkan        |
| 1957 | Medverkande                          | Ett uppskattat nöje, revy Kar de Mumma                                               | Leif Amble-Naess              | Folkan                           |
| 1958 | Medverkande                          | Har den äran, revy Kar de Mumma                                                      | Leif Amble-Naess              | Folkan                           |
| 1960 | Drottning Hortense                   | Kung för en natt Hans Lang                                                           | Eva Sköld                     | Scalateatern                     |
| 1961 | Helen                                | Alltsedan Adam och Eva Poul Sørensen och Erik Fiehn                                  | Egon Larsson                  | Scalateatern                     |
| 1962 | Blanny                               | Gröna hissen Avery Hopwood                                                           | Leif Amble-Næss               | Scalateatern                     |
| 1964 | Helen                                | Alltsedan paradiset John Boynton Priestley                                           | Gösta Cederlund               | Riksteatern                      |
| 1965 | Mary McKellaway                      | Mary, Mary Jean Kerr                                                                 | Leif Amble-Naess              | Riksteatern                      |
| 1968 | Stephanie                            | Kaktusblomman Pierre Barillet och Jean-Pierre Gredy                                  | Leif Amble-Naess              | Riksteatern                      |
| 1969 | Karen Nash Uturiel Tate Norma Hubley | Plaza Svit Neil Simon                                                                | Leif Amble-Naess              | Riksteatern                      |
| 1970 |                                      | Muntra fruarna                                                                       | Herman Ahlsell                | Valand i Göteborg                |
| 1971 | Gladys                               | Hur andra älskar Alan Ayckbourn                                                      | Per Gerhard                   | Vasateatern                      |
| 1972 | Gladys                               | Hur andra älskar Alan Ayckbourn                                                      | Olof Thunberg                 | Riksteatern                      |
| 1977 | Helen                                | Adam och Eva Poul Sørensen och Erik Fiehn                                            | Gösta Bernhard                | Riksteatern                      |
| 1978 | Medverkande                          | Kabaret Musslan                                                                      |                               | Riksteatern                      |
| 1978 | Betty Kimball                        | Operation Liv och lust Stig Bergendorff och Gösta Bernhard                           | Gösta Bernhard                | Riksteatern                      |
| 1980 |                                      | Sex damer i leken Peter Flack                                                        | Birgitta Götestam             | Intiman                          |
| 1981 |                                      | Sex damer i leken Peter Flack                                                        | Birgitta Götestam             | Hjalmar Bergmanteatern, gästspel |

### Radioteater (roller)
| År   | Roll             | Produktion | Regi               |
| ---- | ---------------- | --- | ------------------ |
| 1940 | Hon              | Den undrande skogen Arne Wahlberg | Ernst Hauke        |
| 1941 | Den unga flickan | Bliv er själv eller pengarna tillbaka! Ett besök på psykiska korrektionsinstitutet, radiokabaret Nils-Georg, Einar Hylin och Nils Söderman |                    |
| 1958 | Kajsa Hillman    | Flyg fula fluga... Folke Mellvig | Carl-Otto Sandgren |
| 1961 | Kajsa Hillman    | Ur askan i elden Folke Mellvig | Börje Mellvig      |

## Priser och utmärkelser
- 1962 – Karl Gerhards Hederspris
- 1988 – H.M. Konungens medalj, 8:e storleken i högblått band
- 1990 – Revyräven
- 2001 – Hedersguldbagge[14]
- 2001 – Svenska Dagbladets Poppepris